# Sarah Parish
Sarah Janet Mary Parish född 7 juni 1968 i Somerset, är en engelsk skådespelare. Hon är känd för sina roller i TV-serier som Läkarna på landet, Vassa saxar, Blackpool, Älskarinnor och Merlin.

## Privatliv
Parish är född i Yeovil, Somerset i England till föräldrarna Bill och Thelma. Hon har en syster Julie och en bror, musikern John Parish. Hon är utbildad på lokala Preston School och Academy of Live and Recorded Arts i London.
Parish gifte sig med skådespelaren James Murray den 15 december 2007, i Hampshire där de bor för närvarande. 
Det blev tillkännagivet att Sarah var gravid med deras första barn den 18 januari 2008 och barnet beräknades komma till hennes 40-årsdag, den 7 juni 2008. Deras dotter Ella-Jayne föddes med hjärtfel och dog i januari 2009, åtta månader gammal. Till hennes minne bildade paret stiftelsen The Murray Parish Trust som stödjer barnsjukvården på Southampton General Hospital.
Sarah födde dottern Nell den 21 november 2009.

## Karriär
Sarah Parish medverkade i en reklamfilm för Manchester-baserade Boddingtons Brewery år 1994, vilket ledde till en serie roller som kvinnor med nordengelsk dialekt, såsom Dawn Rudge i Läkarna på landet (1993), Allie Henshall i Vassa saxar (2002) och Natalie Holden i Blackpool (2004).
Hon spelade mot Debra Messing i filmen Wedding Date, hade en liten roll i filmen The Holiday och framträdde som kejsarinnan av Racnoss i Doctor Who-avsnittet "The Runaway Bride". Hon spelade Beatrice i BBC:s moderniserade omtolkning av Shakespeares Mycket väsen för ingenting 2005.
Parish återvände som Dr. Katie Roden i säsong två av serien Älskarinnor. Hon spelade Lady Catrina i BBC TV-serien Merlin.

## Filmografi i urval
- 1994 - The Bill - Linda Pincham (1 avsnitt)
- 1997-1999 - Läkarna på landet - Dawn Rudge (30 avsnitt)
- 1998 - Middleton's Changeling - Asyl fången
- 1999 - Babes in the Wood - Roxy (1 avsnitt)
- 2000 - Beast - Helen (1 avsnitt)
- 2000 - City Central - Karen Ridley (1 avsnitt)
- 2000 - Brotherly Love - Julia Empthorpe (1 avsnitt)
- 2000 - Kiss Me Kate - Liz (1 avsnitt)
- 2000-2001 - Hearts and Bones - Amanda Thomas (13 avsnitt)
- 2001 - The Vice - Jane Farrell (2 avsnitt)
- 2001 - Table 12 - Sharon (1 avsnitt)
- 2002 - Impact - Gaynor Crosswell
- 2002-2005 - Vassa saxar - Allie Henshall (25 avsnitt)
- 2003 - Unconditional Love - Lydia Gray
- 2003 - Trust - Annie Naylor (6 avsnitt)
- 2003 - Reversals - Dr. Charlotte Woods
- 2004 - Blackpool - Natalie Holden (6 avsnitt)
- 2005 - The Wedding Date - TJ
- 2005 - Monkey Trousers - Olika roller (1 avsnitt)
- 2005 - Our Hidden Lives - Maggie Joy Blunt
- 2005 - ShakespeaRe-Told - Beatrice (1 avsnitt)
- 2006 – Agatha Christies Marple (TV-serie) – Evie Ballantine (avsnitt Miss Marples sista fall)
- 2006 - If I Had You - Sharon Myers
- 2006 - Girls on the bus - Cassidy Long (1 avsnitt)
- 2006 - The Holiday - Hannah
- 2006 - Doctor Who - Kejsarinnan (1 avsnitt)
- 2007 - Recovery - Tricia Hamilton
- 2007 - Director's Debut – regi plus okrediterad roll (avsnitt Baby Boom)
- 2007 - Sex, the city and Me - Jess Turner
- 2008-2009 - Älskarinnor - Dr. Katie Roden (12 avsnitt)
- 2009 - The Pillars of the Earth - Regan Hamleigh
- 2009 - Merlin - Lady Catrina (2 avsnitt)
- 2017–2020 – Kommissarie Bancroft (TV-serie)
- 2020–2024 – Industry (TV-serie)